# Харківське державне вище училище фізичної культури № 1
Харківське державне вище училище фізичної культури № 1 — державний заклад вищої освіти І рівня акредитації, підпорядкований Міністерству освіти і науки України та розташований у Харкові.

## Історія
Розпорядженням Ради Міністрів СРСР від 10 вересня 1970 року №1898, Розпорядженням Ради Міністрів УРСР від 31 грудня 1970 року №1216 та відповідно до Наказу Міністерства освіти УРСР «Про відкриття загальноосвітніх середніх шкіл – інтернатів спортивного профілю» №13 від 26 січня 1971 року на базі школи–інтернату №6 м. Харкова організована Харківська обласна загальноосвітня середня школа-інтернат спортивного профілю на 420 учнівських місць, яка розпочала свою роботу 1 вересня 1971 року. Утримувався заклад за рахунок бюджету Харківської області.
Наказом Міністерства освіти УРСР « Про реорганізацію загальноосвітніх шкіл-інтернатів спортивного профілю в училище олімпійського резерву » - №83 від 24 квітня 1990 року Харківська обласна загальноосвітня середня школа-інтернат спортивного профілю реорганізована в Харківське обласне училище олімпійського резерву №1. Прийом учнів на навчання здійснювався відповідно до Положення про училище олімпійського резерву, затвердженого спільним Наказом Держкомспорту СРСР та Держосвітою СРСР №232/169 від 7 червня 1989 року.
Наказом Міністерства освіти України «Про реорганізацію училищ фізичної культури у вищі навчальні заклади» №197 від 27 листопада 1992 року Харківське обласне училище олімпійського резерву №1 змінило назву на: Харківське вище училище фізичної культури №1.
Розпорядженням Харківської обласної ради народних депутатів №259 від 21 жовтня 1994 року «Про передачу майна Харківського вищого училища фізичної культури №1, що перебуває у комунальній власності, до загальнодержавної власності» училище передається до сфери управління Міністерства освіти України.
Згідно Закону України «Про освіту» «Заклади освіти, що засновані на загальнодержавній власності або комунальній власності, мають статус державного закладу освіти» - №100/96-ВР від 23 березня 1996 року ст.18, п.2 встановлено назву: Харківське державне вище училище фізичної культури №1.
Наказом Міністерства освіти і науки України від 30 травня 2019 року №754 змінено тип закладу та перейменовано Харківське державне училище фізичної культури №1 на: Харківський коледж фізичної культури №1.
Наказом Міністерства освіти і науки України "Про перейменування Харківського державного вищого училища фізичної культури №1 та скасування деяких наказів Міністерства освіти і науки України" від 31 липня 2020 року №987 змінено тип закладу та перейменовано Харківське державне училище фізичної культури №1 на Харківський фаховий коледж спорту.

## Структура, спеціальності
Училище готує молодших спеціалістів за фахом «Фізичне виховання».

### Відділення велоспорту
Відділення велоспорту було у числі перших спортивних відділень при організації Харківської обласної середньої школи-інтернат спортивного профілю.
З 1971 року відділення очолював заслужений тренер СРСР Багіяц Альберт Олександрович. Заразом з ним комплектуванням спортсменів відділення та організацією інтенсивного навчально – тренувального процесу займались заслужені тренери УРСР Романенко Юрій Миколайович та Мельник Віталій Федорович. Першими учнями відділення стали вихованці СДЮШОР «Олімпія» Харківського велозаводу та СДЮШОР «Динамо» м. Харкова.
За роки існування чотирьом вихованцям присвоєне почесне спортивне звання «Залужений Майстер спорту» - Валерію Мовчану (СРСР), Ользі Слюсаревій (Російська Федерація), Світлані Гранковській (Російська Федерація), Єгору Дементьєву (Україна), 85 спортсменів вибори звання «Майстер спорту міжнародного класу», понад 360 Майстрів спорту СРСР та України.
Відділення велоспорту завжди стисло співпрацювало з ведучими в СРСР центрами Олімпійської підготовки «Темп» м. Харків та «Тітан» м. Київ.

### Відділення плавання
Відділення плавання було відкрито в 1971 році разом з відкриттям нашого спеціалізованого спортивного навчального закладу, яке очолив старший тренер Колісниченко Віктор Федорович.
У 1973 році новим старшим тренером відділення став Заслужений тренер України Золотарь Микола Михайлович, який очолював його до 1976 р., а у 1976 році до складу відділення увійшли спортсмени та тренери плавального центру «Динамо» і очолив відділення Заслужений тренер СРСР Кожух Олександр Омелянович, що значно підвищило спортивний рівень відділення.
Підготовлено 29 майстрів спорту міжнародного класу.
У різні часи на відділенні працювали провідні тренери СРСР та України: Кожух О.О., Кожух Н.Ф., Смєлова В.Г., Костигов С.М., Золотар М.М., Рильцев Ю.Д., Афанасьєв Ю.Л., Капшученко Л.М., Раскатов В.В., Вайсфельд Е.І., Садиков І.З., Садикова В.Ф., Кінцель В.В., Пумпер В.І., Колесніченко В.Ф., Кеке В.Г.
- Клочкова Яна Олександрівна – «Заслужений майстер спорту», Герой України
- Червинський Ігор Володимирович – «Заслужений майстер спорту»
- Веракса Максим Олександрович – «Заслужений майстер спорту»

### Відділення футболу
Відділення футболу було відкрито в 1971 році. За роки існування футбольну освіту отримали понад 1500 учнів, значна частина яких продовжила футбольну кар’єру в командах майстрів вищої, першої та другої ліги. Завдяки відчутної підтримки відділення футболу стало можливим стрімкий рух команди майстрів «Металіста» з другої у вищу лігу союзного футболу. П’ятеро вихованців училища стали Заслуженими майстрами спорту: Балтача С., Безсонов В., Яковенко П., Калініченко М., Гладкий О., вісім – майстрами спорту міжнародного класу, 35 – майстрами спорту. Цих футболістів готували ЗТУ Кольцов Микола Михайлович, Геєр С.Є., МС Несміян Юрій Михайлович, ЗТУ Костюк Станіслав Васильович, МС Довбій С.П., Мачула М.Я., МСМК Кандауров Сергій Вікторович, Максимов В.В., Морозов Р.В., Огієнко А.І.. Очолює відділення футболу Стельмах Михайло Андрійович.

### Відділення дзюдо
Відділення дзюдо відкрито в 1978 році. За роки існування підготовлено понад 60 майстрів спорту СРСР та України і щонайменьше 12 майстрів спорту міжнародного класу, більш ніж 20 переможців та призерів юніорських, молодіжних та дорослих чемпіонатів Європи та Світу з дзюдо та боротьби самбо.

### Відділення стрільби з лука
Відділення стрільби з лука відкрито в 1990 році. За роки існування підготовлено чотири Заслужених майстри спорту: Рубан Віктор Геннадійович, Дубровіна Катерина Валеріївна (Сердюк), Сердюк Олександр Олексійович та Бережна Тетяна Миколаївна, 12 майстрів спорту міжнародного класу та 73 майстри спорту СРСР та України.

### Відділення водного поло
Відділення водного поло було відкрито в 1991 році.
За час існування його вихованці успішно виступали на чемпіонатах України. Вихованці та випускники відділення поповнюють склад команд вищої ліги «Слобожанець» та ХПІ – ШВСМ.
У 2005 році вчителями відділення були започатковані щорічні міжнародні турніри:
- Меморіал, присвячений пам’яті Заслуженого тренера України Лахтурова О.І.; (Міжнародні турнір пам’яті О. Лахтурова)
- представницький турнір «Золота осінь», у якому змагаються команди України, Білорусі, Росії, Грузії та Литви;
- за підтримки Баркалової Л.В., міжнародний турнір, присвячений пам’яті дворазового олімпійського чемпіона Баркалова О.С., у якому беруть участь команди України, Росії, Молдови, Польщі, Хорватії, Болгарії, Літви та Грузії. У 2009 та 2013 роках цей турнір відбувався під егідою Міжнародної європейської федерації водних видів спорту LEN.

### Відділення вільної боротьби
Відділення вільної боротьби було відкрите в 1992 році. Його засновник - відомий фахівець, майстер спорту СРСР з вільної та греко–римської боротьби, Заслужений тренер України Дунай Л.О.
За роки існування на відділенні підготовлено понад 30 майстрів спорту України. Звання «Майстер спорту міжнародного класу» присвоєне Мансирову Ельдару.

### Відділення плавання синхронного
Спортивне відділення було відкрито в 1993 році. Очолює і координує роботу відділення Заслужений працівник фізичної культури і спорту, Заслужений тренер України, головний тренер збірної команди України з плавання синхронного, член технічного комітету ФІНА, суддя міжнародної категорії – Саїдова Світлана Бурханівна. За роки існування відділення з числа вихованців та випускників було підготовлено 82 майстра спорту, 27 майстрів спорту міжнародного класу, 10 заслужених майстрів спорту (Д.Юшко, К.Сидоренко, Л.Ананасова., А.Волошина, О.Сабада, К.Резнік, О.Золотарьова, А.Савчук, О.Кондрашова).
Синхронне плавання існує та отримує свій розвиток у м. Харкові з 1982 р. Синхронне плавання стало олімпійським видом спорту в 1984 р. у статусі повноправного олімпійського виду спорту.

### Відділення веслування
Відділення веслування академічного розпочало свою діяльність у 2001 році. За цей час було підготовлено одного майстра спорту міжнародного класу, 5 майстрів спорту та 15 кандидатів у майстри спорту України.

### Відділення волейболу
Спортивне відділення волейболу має давні історичні традиції та вагомі спортивні досягнення.

### Відділення тхеквондо ВТФ
Відносно молодий для України вид спорту – тхеквондо ВТФ, відкритий у Харківському державному вищому училищі фізичної культури №1 у 2008 році.

## Спортивні команди
- «УФК-Олімпік» (Харків) U-19 (футбол, Дитячо-юнацька футбольна ліга України, Чемпіонат Харківської області з футболу)

## Відомі випускники
Список випускників

Станом на 2013 рік 33 вихованцям закладу присвоєно звання «Заслужений майстер спорту», до 200 — «майстер спорту міжнародного класу».
З них:
- Заслужений майстер спорту Безсонов Володимир Васильович — український радянський футболіст та український футбольний тренер, Чемпіон світу (U-20) (1977, найкращий гравець турніру), Віце-чемпіон Європи (1988), Бронзовий олімпійський призер (1980), Володар Кубка Кубків УЄФА (1986), Майстер спорту міжнародного класу (1977), Заслужений майстер спорту СРСР (1986)
- Майстер спорту міжнародного класу Бодров Ігор Валерійович — легкоатлет, майстер спорту України міжнародного класу з легкої атлетики у спринті, медаліст Універсіади-2013 в естафеті 4*100 метрів, кавалер ордена «За заслуги» 3 ступеня.
- Майстер спорту міжнародного класу Кайдаш Оксана Василівна (1974) — українська легкоатлетка; спеціалізувалася в бігу на 100 і 200 метрів, майстер спорту України міжнародного класу, чемпіонка України.
- Майстер спорту міжнародного класу Нартов Олександр Анатолійович — легкоатлет, який спеціалізувався зі стрибків у висоту, чемпіон Європи серед юніорів, бронзовий призер Всесвітньої Універсіади-2007 у Бангкоку, дворазовий срібний призер юнацьких першостей світу (2003 і 2005 рр.), майстер спорту України міжнародного класу.
- Крипак Максим Сергійович — 10-разовий чемпіон Паралімпійських ігор.

## Директори
Першим директором навчального закладу спортивного профілю був Заслужений учитель України Бережний Василь Антонович. Він очолював цей заклад протягом 27 років.
У 1998 році ХДВУФК №1 очолив Коржилов Ігор Михайлович - Заслужений працівник освіти України, майстер спорту СРСР з хокею. Під його керівництвом Харківське державне вище училище фізичної культури №1 дев’ять разів посідало перше місце серед спеціалізованих навчальних закладів спортивного профілю України зі спорту вищих досягнень. У 2001 році колектив училища був нагороджений Почесною Грамотою Кабінету Міністрів України за вагомий внесок у розвиток спорту та виховання молоді.
З серпня 2014 року посаду директора ХДВУФК №1 обіймає Назаренко Юрій Вікторович - Заслужений працівник фізичної культури, Заслужений тренер України з вільної боротьби.
З листопада 2021 року ХФКС очолив Приходько Ігор Вікторович.

## Відомі викладачі
- Бодрова Надія Дмитрівна (* 1961) — українська легкоатлетка-бігунка з бар'єрами, заслужений тренер України, майстер спорту міжнародного класу, спеціаліст вищої категорії. Рекордсменка України.
- Залізна Валерія Сергіївна (* 1996) — українська трекова велогонщиця. Майстер спорту України.